# Rodovia de ligação
Rodovia de ligação é a denominação recebida pelas rodovias federais brasileiras que unem duas rodovias federais entre si, ou uma rodovia a alguma localidade próxima, ou às fronteiras internacionais, ou, ainda, que não possam ser classificadas em nenhum dos outros tipos.

## Identificação
- Nomenclatura: BR-4XX
- Primeiro Algarismo: 4 (quatro)
- Algarismos restantes: A numeração pode variar de 01 a 99.
  - numeração de 01 a 49 - se a rodovia estiver a norte de Brasília. Ex: BR-408, ligando Recife a Campina Grande e
  - numeração de 51 a 99 - se a rodovia estiver a sul de Brasília. Ex.: BR-470, ligando Navegantes a Camaquã.
  - A BR-450 está totalmente localizada no Distrito Federal.

## Lista das principais rodovias de ligação

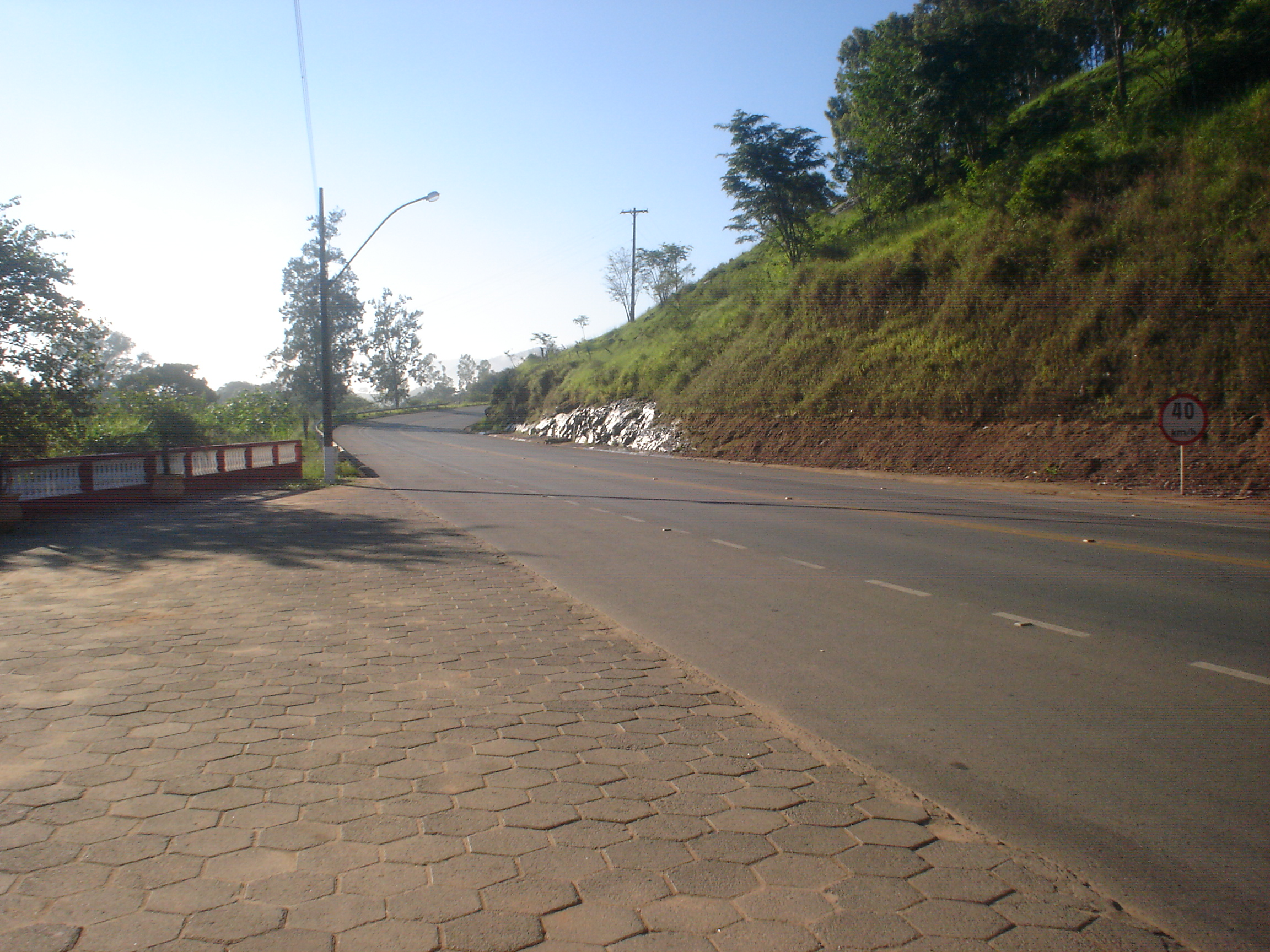
Trecho da rodovia BR-459 no município mineiro de Piranguinho.

- BR-401
- BR-407
- BR-412
- BR-425
- BR-435
- BR-448
- BR-458
- BR-459
- BR-460
- BR-463
- BR-465
- BR-467
- BR-469
- BR-470
- BR-474
- BR-476
- BR-484
- BR-488
- BR-493
- BR-497